# Округ Мортон (Канзас)
Округ Мортон (енгл. Morton County) је округ у америчкој савезној држави Канзас. По попису из 2010. године број становника је 3.233. Седиште округа је град Елкхарт.

## Демографија
Према попису становништва из 2010. у округу је живело 3.233 становника, што је 263 (7,5%) становника мање него 2000. године.
| Група             | 2000.         | 2010.         |
| Белци             | 2.891 (82,7%) | 2.466 (76,3%) |
| Афроамериканци    | 7 (0,2%)      | 14 (0,4%)     |
| Азијати           | 37 (1,1%)     | 60 (1,9%)     |
| Хиспаноамериканци | 493 (14,1%)   | 623 (19,3%)   |
| Укупно            | 3.496         | 3.233         |